# Bestia holzingeri
Bestia holzingeri là một loài Rêu trong họ Leucodontaceae. Loài này được (Renauld & Cardot) Broth. mô tả khoa học đầu tiên năm 1906.